# Рио-де-Жанейро (агломерация)

Агломерация Рио-де-Жанейро на карте штата.

Рио-де-Жанейро (порт. Região Metropolitana do Rio de Janeiro)  —  крупная городская агломерация в Бразилии. Центр — город Рио-де-Жанейро. Входит в штат Рио-де-Жанейро. 

## Население
Численность населения составляет 11 351 937 человек по состоянию на 2005 год и 12 116 616 человек по состоянию на 2014 год (в том числе в границах 2010 года — 11 973 505 человек). Занимает площадь 8 147,35 км². Плотность населения — 2 436,5 чел./км² в 2005 году и 1 487,18 чел./км² в 2014 году.
| Расовый состав по переписи 2010 года | Расовый состав по переписи 2010 года | Расовый состав по переписи 2010 года | Расовый состав по переписи 2010 года | Расовый состав по переписи 2010 года |
| ------------------------------------ | ------------------------------------ | ------------------------------------ | ------------------------------------ | ------------------------------------ |
| белые                                |                                      |                                      | 53.6 %                               |                                      |
| цветные                              |                                      |                                      | 33.6 %                               |                                      |
| чёрные                               |                                      |                                      | 12.3 %                               |                                      |
| азиаты                               |                                      |                                      | 0.5 %                                |                                      |

## Состав агломерации

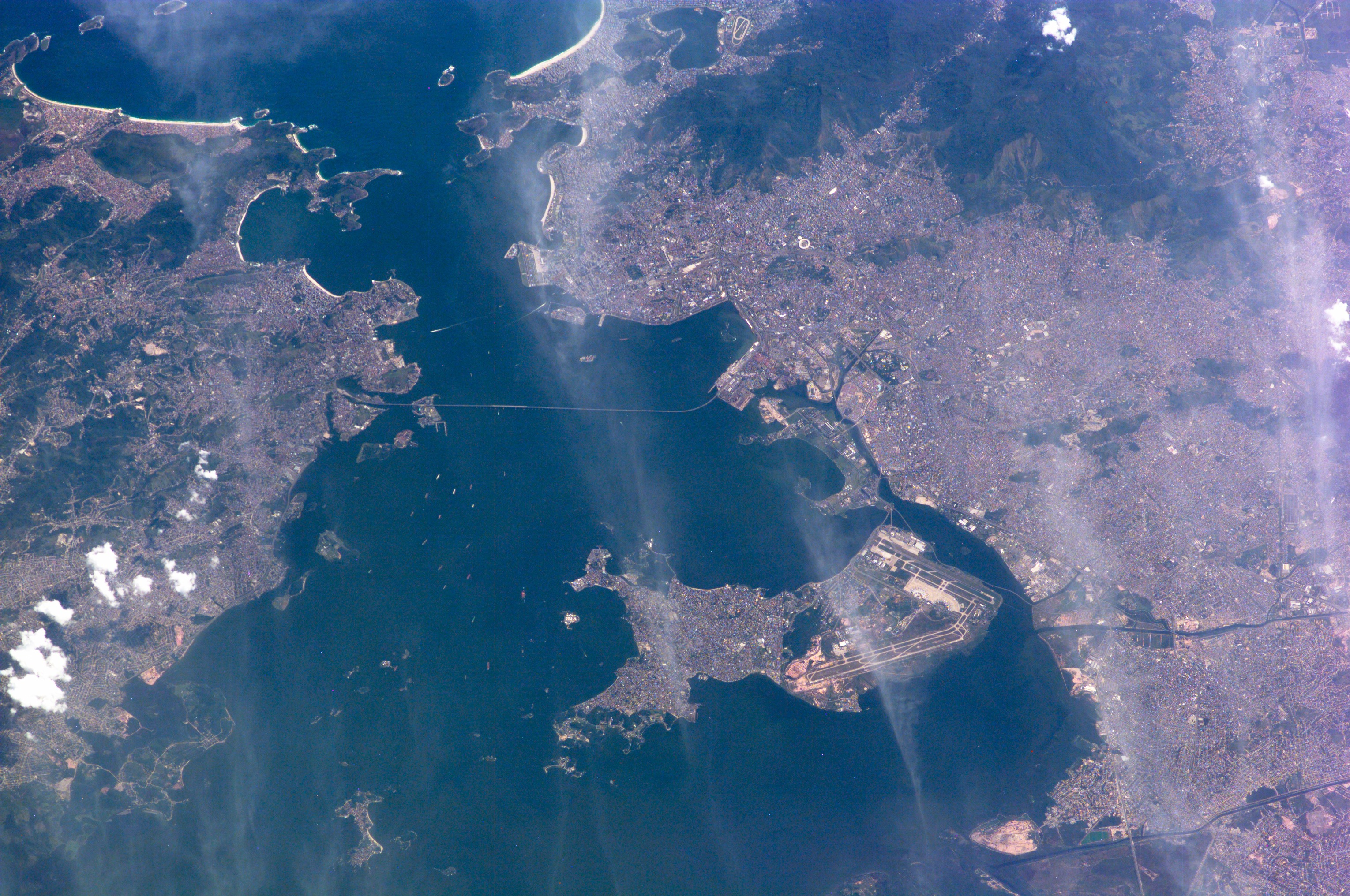

В агломерацию входит 21 муниципалитет: 
1. Рио-де-Жанейро
2. Сан-Гонсалу
3. Дуки-ди-Кашиас
4. Нова-Игуасу
5. Белфорд-Рошу
6. Нитерой
7. Сан-Жуан-ди-Мерити
8. Итабораи
9. Маже
10. Мескита
11. Нилополис
12. Марика
13. Итагуаи
14. Серопедика
15. Кеймадус
16. Жапери
17. Риу-Бониту
18. Кашуэйрас-ди-Макаку
19. Гуапимирин
20. Паракамби
21. Тангуа

## Статистика
- Валовой внутренний продукт на 2005 составляет 169.085.002.000,00 реалов (данные: Бразильский институт географии и статистики).
- Валовой внутренний продукт на душу населения на 2005 составляет 14.894,82 реалов (данные: Бразильский институт географии и статистики).
- Индекс развития человеческого потенциала на 2000 составляет 0,816 (данные: Программа развития ООН).